# タシュケント・オープン
タシュケント・オープン (英語: Tashkent Open) はウズベキスタンの首都タシュケントで開催されている女子テニストーナメントである。第1回は1999年に開催された。このWTAツアーはWTAインターナショナルトーナメントに分類され、屋外のハードコートで開催される。タシケント・オープンとも表記される。

## 大会歴代優勝者

### シングルス
| 年   | 優勝者                         | 準優勝者                     | 決勝結果         |
| ---- | ------------------------------ | ---------------------------- | ---------------- |
| 1999 | アンナ・スマシュノワ           | ローレンス・クルトワ         | 6-3, 6-3         |
| 2000 | イロダ・ツルヤガノワ           | フランチェスカ・スキアボーネ | 6-3, 2–6, 6-3    |
| 2001 | ビアンカ・ラマデ               | セダ・ヌールランダー         | 6-3, 2-6, 6-2    |
| 2002 | マリー＝ガイアネ・ミカエリアン | タチアナ・ポウチェク         | 6-4, 6-4         |
| 2003 | ビルヒニア・ルアノ・パスクアル | 小畑沙織                     | 6-2, 7-6(2)      |
| 2004 | ニコル・バイディソバ           | ビルジニ・ラザノ             | 5-7, 6-3, 6-2    |
| 2005 | ミハエラ・クライチェク         | アクグル・アマンムラドワ     | 6-0, 4-6, 6-3    |
| 2006 | 孫甜甜                         | イロダ・ツルヤガノワ         | 6-2, 6-4         |
| 2007 | ポーリーン・パルマンティエ     | ビクトリア・アザレンカ       | 7-5, 6-2         |
| 2008 | ソラナ・チルステア             | ザビーネ・リシキ             | 2-6, 6-4, 7-6(4) |
| 2009 | シャハー・ピアー               | アクグル・アマンムラドワ     | 6-3, 6-4         |
| 2010 | アーラ・クドゥリャフツェワ     | エレーナ・ベスニナ           | 6-4, 6-4         |
| 2011 | クセーニャ・ペルバク           | エバ・ビルネロバ             | 6-3, 6-1         |
| 2012 | イリーナ＝カメリア・ベグ       | ドナ・ベキッチ               | 6-4, 6-4         |
| 2013 | ボヤナ・ヨバノフスキ           | オリガ・ゴボツォワ           | 4–6, 7–5, 7–6(3) |
| 2014 | カリン・クナップ               | ボヤナ・ヨバノフスキ         | 6–2, 7–6(4)      |
| 2015 | 日比野菜緒                     | ドナ・ベキッチ               | 6–2, 6–2         |
| 2016 | クリスティナ・プリスコバ       | 日比野菜緒                   | 6–3, 2–6, 6–3    |
| 2017 | カテリナ・ボンダレンコ         | ティメア・バボシュ           | 6–4, 6–4         |
| 2018 | マルガリタ・ガスパリャン       | アナスタシア・ポタポワ       | 6–2, 6–1         |
| 2019 | アリソン・バン・アイトバンク   | ソラナ・チルステア           | 6–2, 4–6, 6–4    |

### 女子ダブルス
| 年   | 優勝者                                                          | 準優勝者                                              | 決勝結果            |
| ---- | --------------------------------------------------------------- | ----------------------------------------------------- | ------------------- |
| 1999 | エフゲニヤ・クリコフスカヤ パトリシア・ワーツシュ               | エバ・ベス ギセラ・リエラ＝ローラ                     | 7-6(3), 6-0         |
| 2000 | 李娜 李婷                                                       | イロダ・ツルヤガノワ アンナ・ザポロジャノワ           | 3-6, 6-2, 6-4       |
| 2001 | ペトラ・マンデュラ パトリシア・ワーツシュ                       | タチアナ・ペレビニス タチアナ・ポウチェク             | 6-1, 6-4            |
| 2002 | タチアナ・ペレビーニス タチアナ・ポウチェク                     | ミア・ブリク ガリーナ・フォキナ                       | 7-5, 6-2            |
| 2003 | ユリヤ・ベイゲルジメル タチアナ・ポウチェク                     | 李婷 孫甜甜                                           | 6-3, 7-6(0)         |
| 2004 | アドリアナ・セッラ・ザネッティ アントネッラ・セッラ・ザネッティ | マリオン・バルトリ マラ・サンタンジェロ               | 1-6, 6-3, 6-4       |
| 2005 | マリア・エレナ・カメリン エミリー・ロワ                         | アナスタシア・ロディオノワ ガリナ・ボスコボワ         | 6-3, 6-0            |
| 2006 | ビクトリア・アザレンカ タチアナ・ポウチェク                     | マリア・エレナ・カメリン エマニュエレ・ガグリアルディ | 不戦勝              |
| 2007 | エカテリーナ・ゼハレビッチ アナスタシア・ヤキモワ               | タチアナ・ポウチェク アナスタシア・ロディオノワ       | 2-6, 6-4, [10-7]    |
| 2008 | ラルカ・オラル オリガ・サブチュク                               | ニーナ・ブラトチコワ カトリン・ヴェルレ＝シェラー     | 5-7, 7-5, [10-7]    |
| 2009 | オリガ・ゴボルツォワ タチアナ・ポウチェク                       | ビタリア・ディアチェンコ エカテリーナ・ジェハレビッチ | 6-2, 6-7(1), [10-8] |
| 2010 | アレクサンドラ・パノワ タチアナ・ポウチェク                     | アレクサンドラ・ドゥルゲル マグダレナ・リバリコバ     | 6-3, 6-4            |
| 2011 | エレニ・ダニリドゥ ビタリア・ディアチェンコ                     | リュドミラ・キチェノク ナディヤ・キチェノク           | 6-4, 6-3            |
| 2012 | ポーラ・カニア ポリーナ・ペクホワ                               | アンナ・チャクベタゼ ベスナ・ドロンツ                 | 6-2, 途中棄権       |
| 2013 | ティメア・バボシュ ヤロスラワ・シュウェドワ                     | オリガ・ゴボルツォワ マンディ・ミネラ                 | 6–3, 6–3            |
| 2014 | アレクサンドラ・クルニッチ カテリナ・シニアコバ                 | マルガリータ・ガスバリアン アレクサンドラ・パノワ     | 6–2, 6–1            |
| 2015 | マルガリータ・ガスバリアン アレクサンドラ・パノワ               | ベラ・ドゥシェビナ カテリナ・シニアコバ               | 6–1, 3–6, [10–3]    |
| 2016 | ラルカ・オラル イペク・ソイル                                   | デミ・シュース レナタ・ボラコバ                       | 7–5, 6–3            |
| 2017 | ティメア・バボシュ アンドレア・フラバーチコバ                   | 日比野菜緒 オクサナ・カラシニコワ                     | 7–5, 6–4            |
| 2018 | オルガ・ダニロビッチ タマラ・ジダンセク                         | ラルカ・オラル イリーナ＝カメリア・ベグ               | 7–5, 6–3            |
| 2019 | ヘイリー・カーター ルイーザ・ステファニー                       | ダリア・ジャクポビッチ サブリナ・サンタマリア         | 6–3, 7–6(4)         |